# 泰雷濟內
泰雷濟內（羅馬化：Terezyne）是位於烏克蘭北部基辅州白采爾克瓦區白采尔克瓦市镇的鎮。該鎮距離白采尔克瓦12公里，面積27平方公里，2011年人口1,653，人口密度為每平方公里61.2人。